# 養老 (日本)
養老（717年十一月十七—724年二月初四）是日本奈良時代元正天皇之年號。

## 改元
- 灵龟三年十一月十七（717年12月24日）：改元养老。
- 养老八年二月初四（724年3月3日）：改元神龟。

## 大事記
- 養老二年（718年）：建立能登國和安房國。藤原不比等修訂養老律令。
- 養老四年（720年）：二月發生隼人叛亂。五月《日本書紀》完成。
- 養老五年（721年）：建立諏方國。
- 養老八年（723年）：實施三世一身法。
- 養老八年（724年）：元正天皇讓位於聖武天皇。

## 出生
- 養老二年（718年）：孝謙天皇／稱德天皇，第46/48代天皇。

## 逝世
- 養老四年（720年）：藤原不比等。
- 養老五年（721年）：元明天皇，第43代天皇。

## 紀年
| 養老 | 元年  | 二年  | 三年  | 四年  | 五年  | 六年  | 七年  | 八年  |
| 公元 | 717年 | 718年 | 719年 | 720年 | 721年 | 722年 | 723年 | 724年 |
| 干支 | 丁巳  | 戊午  | 己未  | 庚申  | 辛酉  | 壬戌  | 癸亥  | 甲子  |

## 參看
- 日本年號列表
- 同期存在的其他政权的紀年
  - 開元（713年十二月—741年十二月）：唐朝唐玄宗之年號
  - 仁安（720年—737年）：渤海武王大武藝之年號